# Tempeh
Tempeh je tradicionalni indonezijski (točnije javanski) prehrambeni proizvod od soje i starter kulture (Rhizopus oligosporus). Tehnika proizvodnje tempeha se vrši mješanjem prokuhanog i oljuštenog sojinog zrna i tempeh startera (Rhizopus oligosporus) nakon čega se smjesa pod određenim uvjetima ostavlja da fermentira. Iako u indoneziji postoji više vrsta fermentiranog tempeha na zapadu se susreće još samo tempeh dobiven fermentacijom okare tzv. okara tempeh.
Tempeh je zajednički naziv za različitu biljnu hranu fermentiranu pomoću plijesni iz roda Rhizopus na način da je konačni proizvod potpuno prorastao micelijem i čini kompaktnu formu.
Porijeklo – oko 1700g ili mnogo prije -Indonezija – zamatanjem u listove banane
- Vrste 
  - najpoznatiji i najboljeg okusa je od soje
  - Ostale mahunarke (grah, dahl, slanutak itd...)
  - Žitarice (ječam, riža, proso itd...)
  - Sjemenke (sezam, suncokret)
  - Ostalo (kikiriki, kokos, okara, tofu ...)

Fermentacija – brza i jednostavna (od 24 do 48 sati)
Proizvodnja tempeha na zapadu počinje 1960-tih godina.
Martinelli i Hasseltine prilagodili proizvodnju startera i koristili probušene plastične vrečice (umjesto listova banane) kao omot za fermentaciju